# Memoriał Grundmanna i Wizowskiego
Memoriał Grundmanna i Wizowskiego – jednodniowy wyścig kolarski rozgrywany w Polsce, w województwie dolnośląskim. Wyścig, odbywa się dla uczczenia pamięci Józefa Grundmanna i Jerzego Wizowskiego. Od 2012 należy do ProLigi, a od 2014 do cyklu UCI Europe Tour, w którym ma kategorię 1.2.
W latach 2012–2014 był wyścigiem dwuetapowym. Od 2017 znany jest także pod nazwą Grand Prix Doliny Baryczy.

## Lista zwycięzców
- 1984  Ryszard Szurkowski
- 1991  Zbigniew Spruch
- 1992  Dariusz Baranowski
- 1993  Andrzej Sypytkowski
- 1994  Krzysztof Biskup
- 1995  Paweł Czopek
- 1996  Dariusz Baranowski
- 1997  Mariusz Bielewski
- 1998  Rafał Kaźmierczak
- 1999  Piotr Zaradny
- 2000  Daniel Okruciński
- 2001  Grzegorz Wajs
- 2002  Alexei Nakazny
- 2003  Paweł Bentkowski
- 2004  Krzysztof Rzepecki
- 2005  Mateusz Rybczyński
- 2006  Daniel Czajkowski
- 2007  Daniel Czajkowski
- 2008  Marcin Sapa
- 2009  Kamil Zieliński
- 2010  Piotr Gawroński
- 2011  Mateusz Taciak
- 2012  Mariusz Witecki
- 2013  Vojtěch Hačecký
- 2014  Błażej Janiaczyk
- 2015  Adam Stachowiak
- 2016  Vojtěch Hačecký
- 2017  Alan Banaszek
- 2018  Łukasz Owsian
- 2019  Sylwester Janiszewski
- 2020  Bartosz Rudyk